# یواس‌اس (ایجهولم (دی‌دی-۸۲۶)
یواس‌اس (ایجهولم (دی‌دی-۸۲۶) (به انگلیسی: USS Agerholm (DD-826)) یک کشتی بود که طول آن ۳۹۰٫۵ فوت (۱۱۹٫۰ متر) بود. این کشتی در سال ۱۹۴۶ ساخته شد.